# Paso del Macho (kommun)
Paso del Macho är en kommun i Mexiko.   Den ligger i delstaten Veracruz, i den sydöstra delen av landet, 260 km öster om huvudstaden Mexico City.
Följande samhällen finns i Paso del Macho:
- Paso del Macho
- Cerro Azul
- Mata de Varas
- Salvador Esquer Apodaca Unidad Habitacional
- Mata Naranjo
- El Zapotal
- Colonia Cabrera
- Colonia los Almendros
- Benito Juárez
- La Unión de los Reyes
- Rancho Nuevo
- Paso Ilama
- Paso Gavilán
- Colonia Agrícola
- Mata Larga
- El Paraíso
- Mata del Gallo
- Francisco Villa
- Santa Teresa
- Loma de Enmedio
- La Herradura